# Triplano

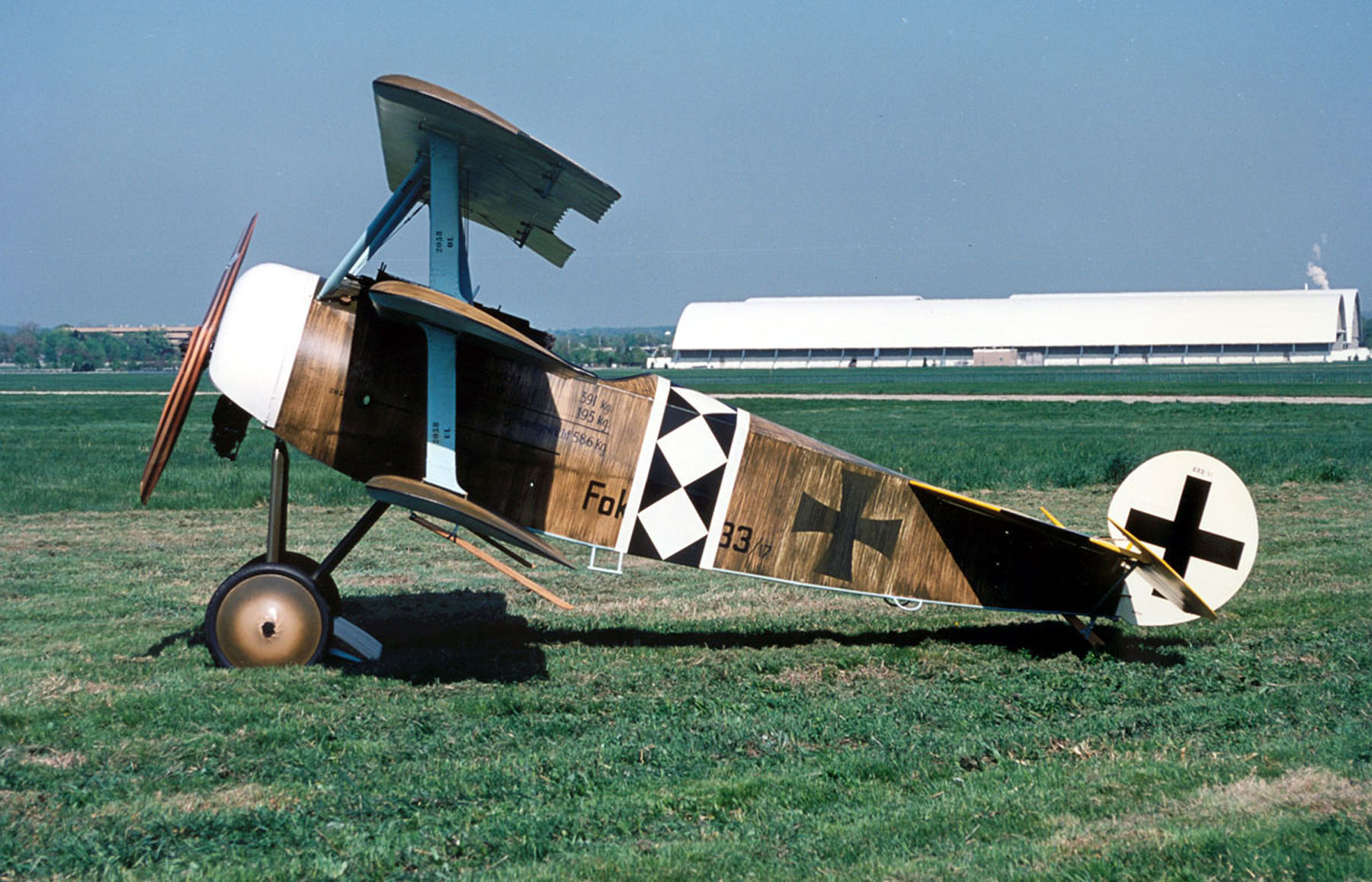
Un Fokker Dr.I de la I Guerra Mundial.

Un triplano es un avión de ala fija equipado con tres grupos alares, cada uno de los cuales está montado encima de otro. Normalmente, el grupo alar inferior está al mismo nivel que la parte inferior del fuselaje del avión, el grupo alar medio estará al nivel de la parte superior del fuselaje y el grupo alar superior estará por encima del nivel del fuselaje. El primer triplano se diseñó en 1908 por Ambroise Goupy y fue construido por Louis Blériot; voló con un motor de 47 KW (50 CV) de Renault.
Durante la Primera Guerra Mundial, algunos fabricantes de aeronaves cambiaron a esta configuración para obtener mejor maniobrabilidad en los cazas, so pena de una mayor resistencia alar y menor velocidad. En la práctica, los triplanos rara vez ofrecían unas prestaciones superiores a las de los biplanos y relativamente pocos aviones utilizaron esta configuración. La configuración de triplano también se experimentó en grandes aviones, tales como bombarderos pesados, como el Witteman-Lewis XNBL-1 Barling Bomber y los cazas antizeppelin de la RAF.
El Sopwith Triplane fue el primer avión triplano en entrar en servicio durante la Primera Guerra Mundial, pero de lejos el triplano más conocido fue el Fokker Dr.I, que pilotó centenares de veces Manfred von Richthofen, más conocido como Barón Rojo.
Recientemente, el término "triplano tándem" se ha usado para referirse a aviones de reacción y cazas que tienen aletas canards además de las superficies normales de control, para incrementar la maniobrabilidad. Estos aviones no se consideran triplanos en el sentido tradicional. Ejemplos de estos aviones pueden ser los Sukhoi  Su-37 y Su-47, los MiG MiG-29 y MiG-33 y un F-15 Eagle modificado por la NASA para pruebas experimentales, el F-15 ACTIVE.